# Monthelon (Marne)
Monthelon ist eine französische Gemeinde mit 346 Einwohnern (Stand: 1. Januar 2022) im Département Marne in der Region Grand Est. Sie gehört zum Arrondissement Épernay und zum Kanton Épernay-2. Die Einwohner werden Monthelonnais genannt.

## Lage
Monthelon liegt etwa 31 Kilometer südsüdwestlich von Reims. Umgeben wird Monthelon von den Nachbargemeinden Chavot-Courcourt im Norden und Westen, Moussy im Norden und Nordosten, Pierry im Nordosten, Cuis im Osten, Mancy im Süden sowie Morangis im Südwesten.

## Bevölkerungsentwicklung
| Jahr                       | 1962 | 1968 | 1975 | 1982 | 1990 | 1999 | 2006 | 2011 | 2018 |
| Einwohner                  | 459  | 462  | 428  | 403  | 367  | 358  | 337  | 370  | 351  |
| Quellen: Cassini und INSEE |      |      |      |      |      |      |      |      |      |

## Sehenswürdigkeiten

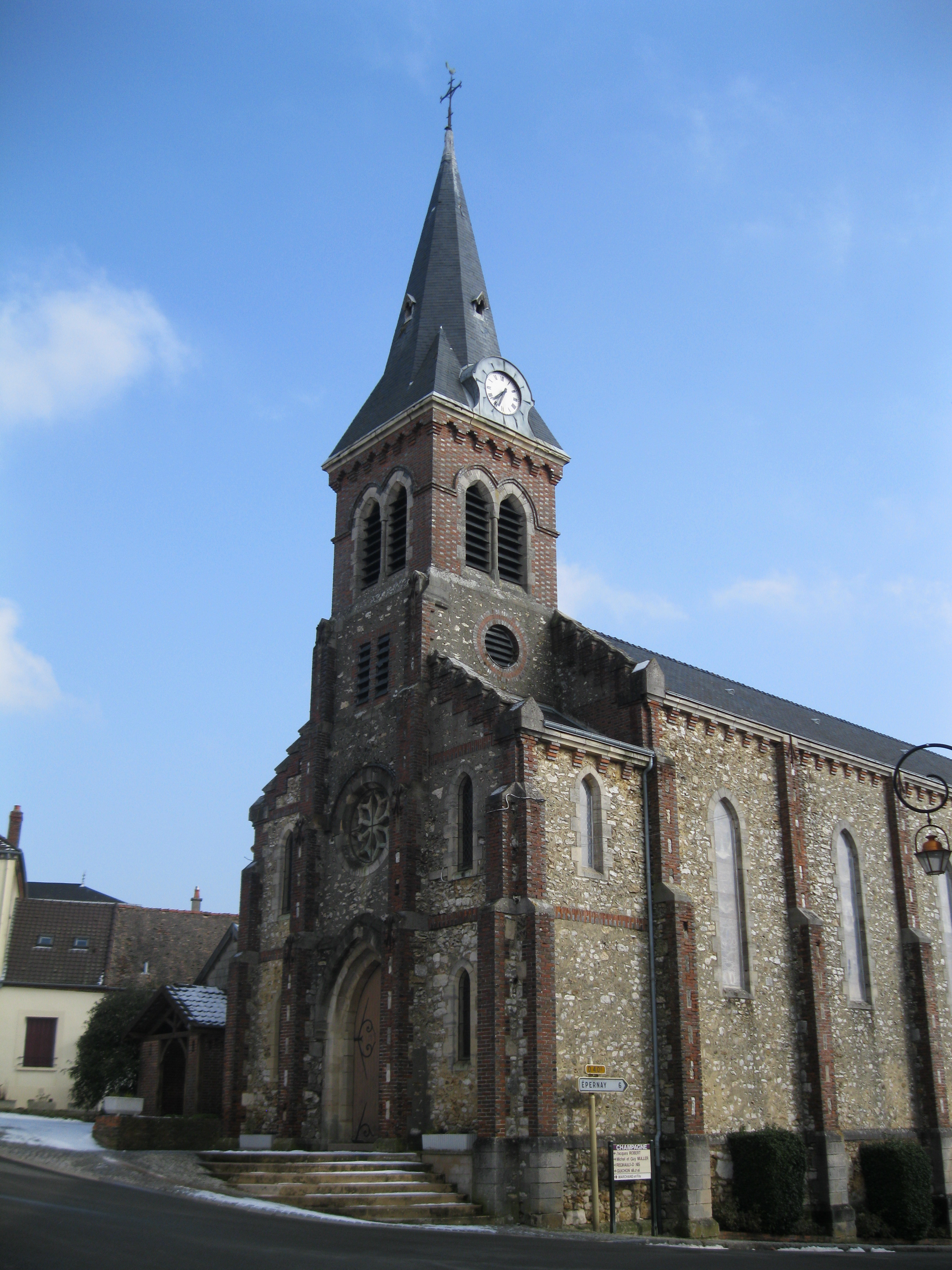
Kirche Saint-Nicolas

- Kirche Saint-Nicolas, 1869 erbaut